# Populärpsykologi
Populärpsykologi, även pop-psykologi, är ett begrepp som används dels om psykologiska förklaringar på populärvetenskaplig nivå, eller påståenden av psykologisk karaktär som helt eller delvis saknar vetenskaplig grund, som har det gemensamt att de riktar sig till en bred publik utan specialistkunskaper inom psykologi.
Ofta används begreppet som en etikett på lättgillade förklaringar av psykologiska fenomen, även sådana som är överförenklade, vantolkade, baserade på ett föråldrat kunskapsläge, eller direkt felaktiga. Begreppet populärpsykologi har därför ibland karaktären av pejorativ.
Bland de uttryck som populärpsykologi tar sig kan nämnas:
- Självhjälpsböcker och annan form av självhjälpslitteratur.[3]
- Psykologisk rådgivning via tidningskolumner, radio och TV, där inte minst Dr. Phil har haft stora framgångar.[3]
- Myter som t.ex. den att de flesta enbart använder 10% av sin hjärnkapacitet.
- Terminologi som har sin grund i psykologi, men som används i vardagsspråk på ett förenklat sätt eller med annan betydelse än inom forskningsbaserad psykologi, t.ex. uppdelning av egenskaper baserade på höger och vänster hjärnhalva, emotionell intelligens, freudiansk felsägning eller enneagram.

### Fotnoter
1. ↑  APA Dictionary of Psychology, 1st ed., Gary R. VandenBos, ed., Washington: American Psychological Association, 2007.
2. ↑  Longman Dictionary of Contemporary English, läst 2014-06-20
3. 1 2  Törst efter populärpsykologi[död länk], 2003-09-08